# Valterne Mons
Il Valterne Mons è una struttura geologica della superficie di Giapeto.